# Деніел Белл
Деніел Белл (англ. Daniel Bell; 10 травня 1919, Нью-Йорк, США — 25 січня 2011, Кембридж, Массачусетс, США) — соціолог і публіцист США, засновник теорії постіндустріального (інформаційного) суспільства. Себе він одного разу описував як «соціаліста в економіці, ліберала в політиці і консерватора в культурі».

## Біографія
Деніель Белл був сином польсько-єврейських іммігрантів Бенджаміна Болоцького і його дружини Енн Каплан. Першою мовою Белла був їдиш.
Після здобуття середньої освіти, студіював соціальні науки, здобув звання бакалавра, потім приблизно 20 років займався журналістикою, симпатизуючи лівим ідеям (поступово прийшов до позиції «соціаліста в економіці, ліберала в політиці, консерватора в культурі». Повернувся до наукової діяльності, здобувши ступінь доктора філософії у Колумбійському університеті (1960)
У 1959–1969 роках викладав соціологію в Колумбійському університеті, після чого викладав соціологію в Гарвардському університеті до виходу на пенсію у 1990 році.
1999 року отримав Премію Алексіса де Токвіля за гуманізм.
Помер 25 січня 2011 року в Кембриджі, штат Массачусетс.

## Ідеї
Д. Белл відомий завдяки розробці концепцій «постіндустріального суспільства» та «кінця ідеологій». Аналізуючи трансформації у сферах зайнятості та виробництві, він зафіксував у розвинених державах (насамперед, США) зростання частки сфери послуг з точки зору кількісного задіяння трудових ресурсів та сегменту виробленого ВВП у загальній структурі економіки. Серед наслідків: технологізація знання та перетворення його на безпосередню виробничу силу, зростання значення професійної диференціації, перехід до «економіки обслуговування». Структурні зміни в суспільстві, на його думку, також і трансформують звичні механізми владного регулювання соціальних відносин. У зв'язку із чим він прогнозував зменшення ваги класових ідеологій за нового суспільного устрою та, відповідно, зменшення впливу політичних ідеологій на формування партійної та загалом владної структури в сучасних суспільствах.
Водночас, Д. Бел стверджує, що процеси соціальних змін не відбуваються злагоджено й рівномірно, насамперед, тому, що «техно-економічна структура», політика та культура мають відмінні автономні логіки розвитку. Тоді як в капіталістичній економіці панує абсолютизація вигоди й повне підпорядкування найманих працівників власнику, в політиці ліберальних демократій діють принципи правової рівності усіх членів суспільства, верховенства закону й громадянські свободи; водночас, художня культура Заходу керується цінностями повної свобода самовираження, абсолютизації оригінальності й новизни. Це зумовлює те, що за умов капіталізму, в межах соціальної системи здатні існувати культурні рухи та ідеології, що постійно йому опонують. Наявність такого суперечливого, але не надто руйнівного співіснування, він називає «культурними суперечностями капіталізму».